# Фёрст-нэшнл-бэнк-билдинг (Питтсбург)
Фёрст-нэшнл-бэнк-билдинг (англ. First National Bank Building) снесённый небоскрёб в г. Питтсбурге, штат Пенсильвания. Здание было построено в 1909 году, позднее надстроено до 26-этажного. Высота составляла 118 метров (387 футов), что делало его самым высоким зданием в городе на момент завершения ремонта в 1912 году.
Здание было построено по проекту архитектурного бюро D. H. Burnham & Company и находилось по адресу: Вуд-стрит, д. 511.
Арендаторы начали въезжать 1 апреля 1912 года, после активной рекламной кампании противопожарной защиты здания.
В конце 1960-х годов руководство банка First National решило построить новое здание на этом месте. Арендаторы получили указание покинуть здание к 30 апреля 1968 года.

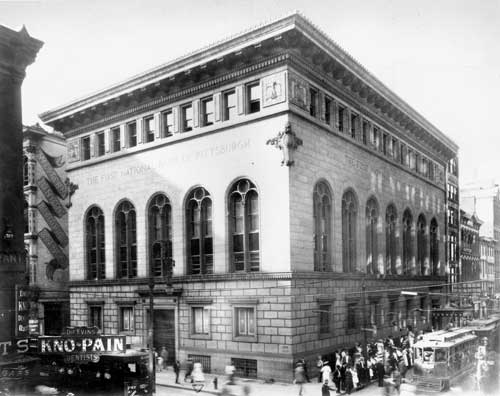
Здание до реновации 1912 года, примерно в 1909 году.

Работы по разбору конструкции начались к концу 1968 года. Здание было окончательно снесено в 1969 году, чтобы освободить место для One PNC Plaza.